# Dombeya spectabilis
Dombeya spectabilis är en malvaväxtart. Dombeya spectabilis ingår i släktet Dombeya och familjen malvaväxter.

## Underarter
Arten delas in i följande underarter:
- D. s. humblotii
- D. s. spectabilis
- D. s. lantziana

## Bildgalleri

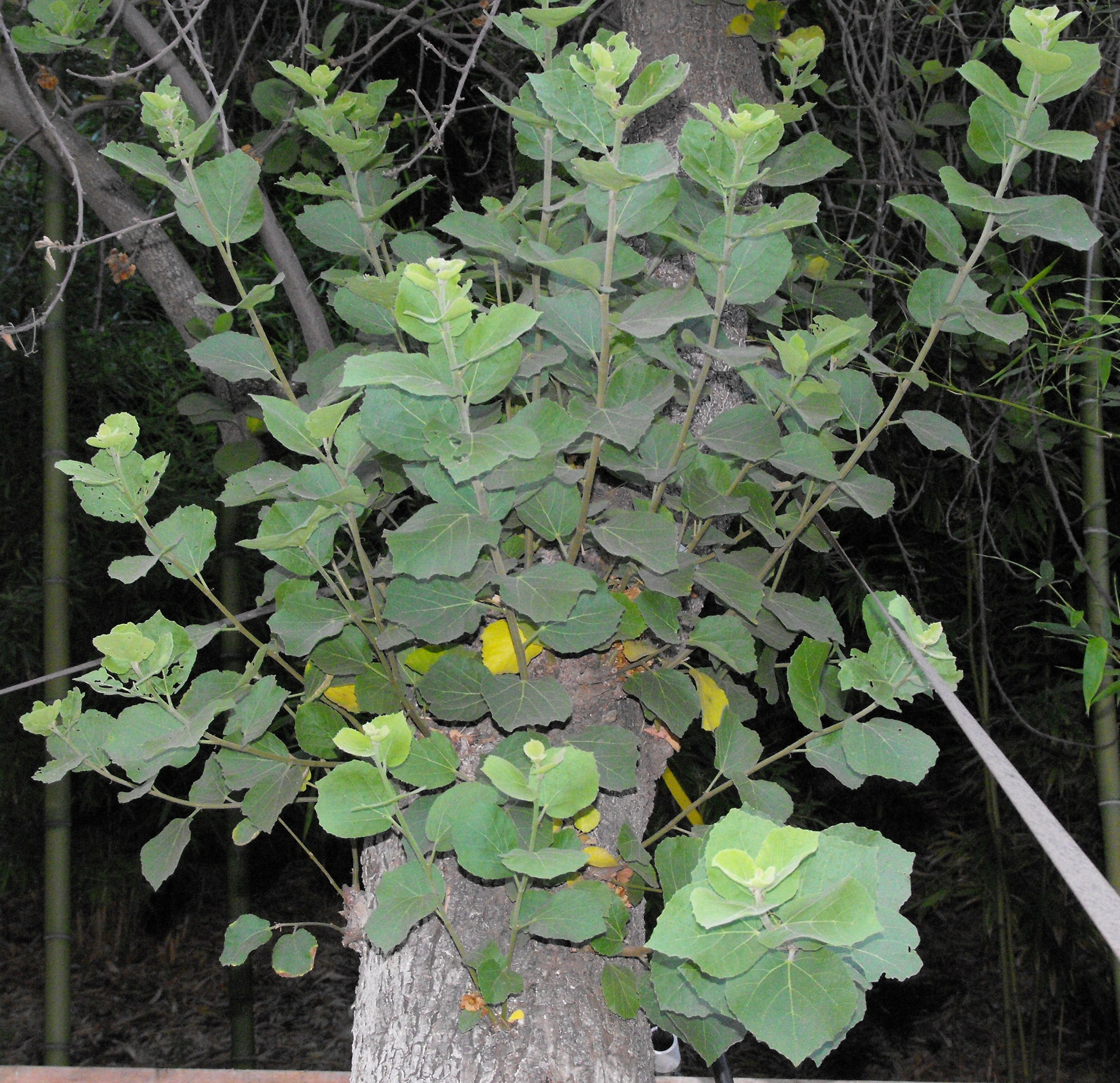
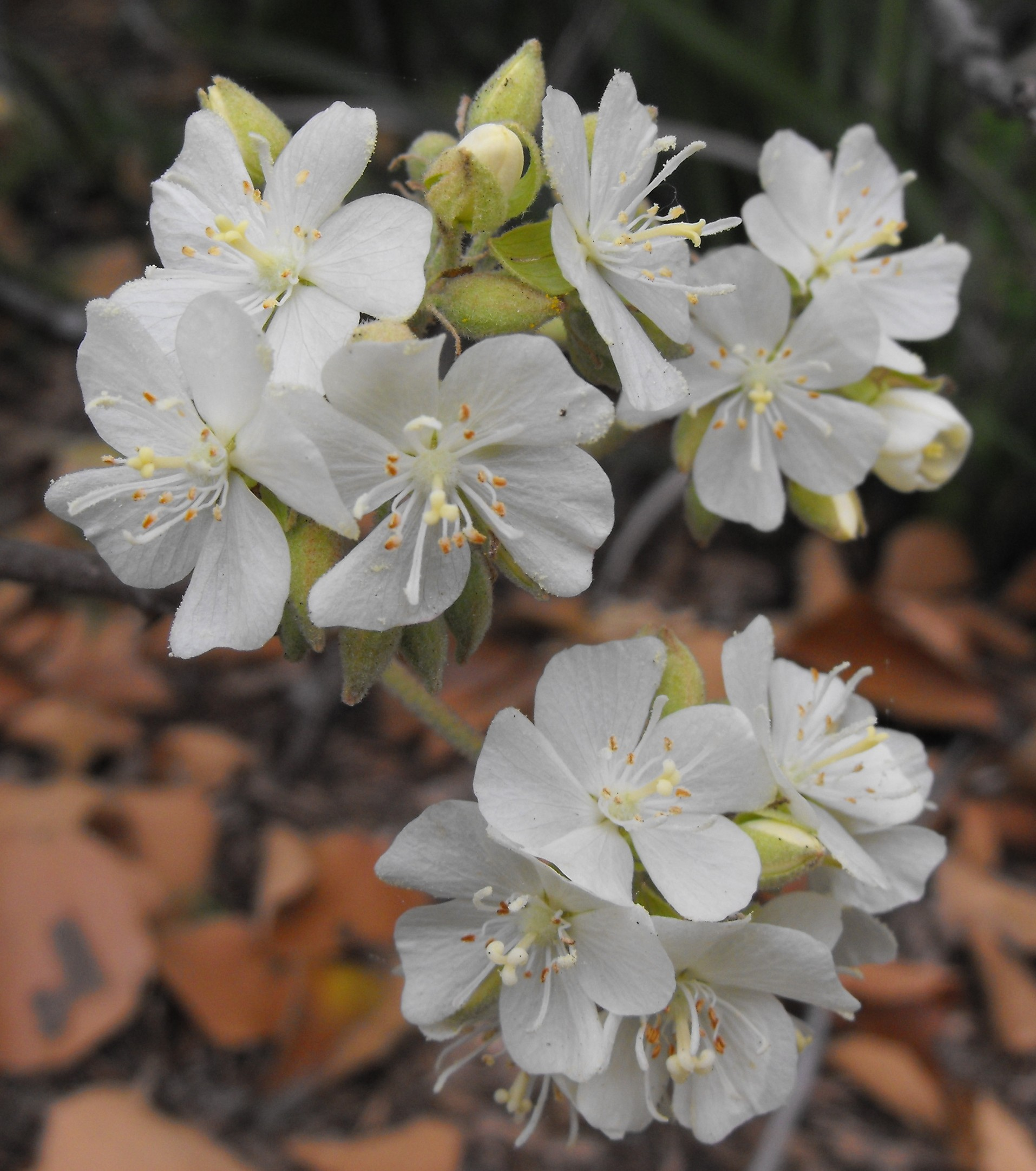